# Un roman d'amour et d'aventures
Pour plus de détails, voir Fiche technique et Distribution.
Un roman d'amour et d'aventures est un film français de René Hervil et Louis Mercanton, sorti en 1918.

## Fiche technique
- Titre français : Un roman d'amour et d'aventures
- Réalisation : René Hervil et Louis Mercanton
- Scénario : Sacha Guitry
- Pays de production : France
- Format : Noir et blanc - 1,33:1 - Film muet
- Date de sortie : 1918

## Distribution
- Sacha Guitry : Jean Sarrazin / Jacques Sarrazin
- Yvonne Printemps